# Janata Dal

Parteisymbol von Janata Dal von 1987 bis 2003

Janata Dal (Hindi जनता दल) war von 1988 bis 2003 eine politische Partei in Indien. Von 1989 bis 1990 sowie von 1996 bis 1998 stellte sie den Premierminister Indiens an der Spitze einer Koalitionsregierung. 
Sie formierte sich 1988, nachdem die Kongresspartei im sogenannten Bofors-Skandal in eine Korruptionsaffäre verwickelt war. Im November 1989 gewann die Janata Dal die Wahlen und stellte in einer Koalition mit mehreren kleineren Parteien Vishwanath Pratap Singh als Premierminister. Die Koalition zerbrach im November 1990.
Die Janata Dal konnte noch zwei weitere Premierminister stellen. Vom 1. Juni 1996 bis zum 21. April 1997 Mal amtierte Deve Gowda und vom 21. April 1997 bis zum 19. März 1998 Inder Kumar Gujral. Beiden wurde nach relativ kurzer Zeit das Vertrauen der Kongresspartei entzogen, die anfänglich diese Kandidaten gestützt hatte.
In der Folgezeit spalteten sich immer wieder einzelne Gruppen der Partei ab, die sogenannten Janata Parivar parties. Viele davon spielen heute noch eine wichtige Rolle in der indischen Politik:
- Samajwadi Party
- Rashtriya Janata Dal
- Janata Dal (United)
- Janata Dal (Secular)
- Biju Janata Dal
- Lok Janshakti Party
- Janata Party (inzwischen mit der Bharatiya Janata Party fusioniert)
- Indian National Lok Dal
- Samata Party (inzwischen mit der Janata Dal (United) fusioniert)

Die Janata Dal selbst spielt heute keinerlei Rolle mehr.
Am 4. April 2015 gaben mehrere Janata Dal-Nachfolgeparteien bekannt, dass sie sich zu einer einzigen Partei „Janata Parivar“ vereinigen wollten. Die sechs Parteien waren Samajwadi Party, Janata Dal (United), Janata Dal (Secular), Rashtriya Janata Dal, Indian National Lok Dal und Samajwadi Janata Party.

## Wahlergebnisse
Die folgende Tabelle zeigt die Wahlergebnisse (gewonnene Mandate) bei den gesamtindischen Parlamentswahlen.
| Jahr | Wahl                    | Stimmen- anteil | Parlaments- sitze |
| ---- | ----------------------- | --------------- | ----------------- |
| 1989 | Wahl zur Lok Sabha 1989 | 17,79 %         | 143/529           |
| 1991 | Wahl zur Lok Sabha 1991 | 11,84 %         | 59/521            |
| 1996 | Wahl zur Lok Sabha 1996 | 8,08 %          | 46/543            |
| 1998 | Wahl zur Lok Sabha 1998 | 3,24 %          | 6/543             |